# Населення В'єтнаму
Населення В'єтнаму. 
Чисельність населення країни 2020 року становила 94,348 млн осіб (15-те місце у світі). Чисельність в'єтнамців стало зманшуватись, народжуваність 2015 року становила 15,96 ‰ (121-ше місце у світі), смертність — 10,93 ‰ (169-те місце у світі), природний приріст тільки  — 0,97 % (119-те місце у світі) . 

## Природний рух

### Відтворення
Народжуваність у В'єтнамі, станом на 2015 рік, дорівнює 15,96 ‰ (121-ше місце у світі). Коефіцієнт потенційної народжуваності 2015 року становив 1,83 дитини на одну жінку (147-ме місце у світі). Рівень застосування контрацепції 78,1 % (станом на 2011 рік).
Смертність у В'єтнамі 2015 року становила 5,93 ‰ (169-те місце у світі).
Природний приріст населення в країні 2015 року становив 0,97 % (119-те місце у світі).

### Вікова структура

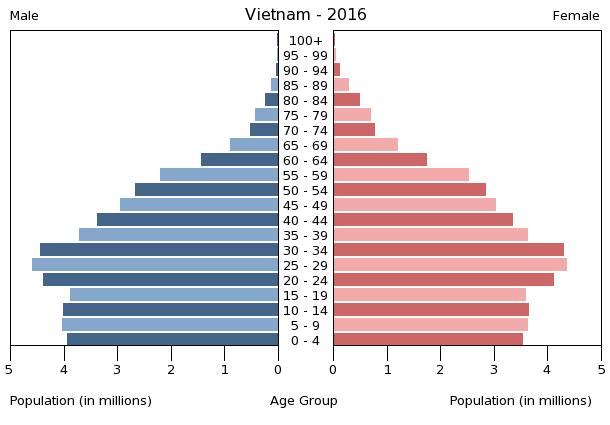
Віково-статева піраміда населення В'єтнаму, 2016 рік

Середній вік населення В'єтнаму становить 30,1 року (116-те місце у світі): для чоловіків — 28,9, для жінок — 31,2 року. Очікувана середня тривалість життя 2015 року становила 73,16 року (132-ге місце у світі), для чоловіків — 70,69 року, для жінок — 75,9 року.
Вікова структура населення В'єтнаму, станом на 2015 рік, виглядає таким чином:
- діти віком до 14 років — 24,1 % (11 948 130 чоловіків, 10 786 381 жінка);
- молодь віком 15-24 роки — 17,22 % (8 411 108 чоловіків, 7 833 327 жінок);
- дорослі віком 25-54 роки — 45,05 % (21 358 647 чоловіків, 21 145 416 жінок);
- особи передпохилого віку (55-64 роки) — 7,81 % (3 376 706 чоловіків, 3 995 035 жінок);
- особи похилого віку (65 років і старіші) — 5,82 % (2 115 057 чоловіків, 3 379 028 жінок)[1].

### Шлюбність— розлучуваність
Коефіцієнт шлюбності, тобто кількість шлюбів на 1 тис. осіб за календарний рік, дорівнює 5,7; коефіцієнт розлучуваності — 0,2; індекс розлучуваності, тобто відношення шлюбів до розлучень за календарний рік — 4 (дані за 2007 рік). Середній вік, коли чоловіки беруть перший шлюб дорівнює 26,2 року, жінки — 22,8 року, загалом — 24,5 року (дані за 2009 рік).

## Розселення
Густота населення країни 2015 року становила 301,4 особи/км² (49-те місце у світі).

### Урбанізація
В'єтнам середньоурбанізована країна. Рівень урбанізованості становить 33,6 % населення країни (станом на 2015 рік), темпи зростання частки міського населення — 2,95 % (оцінка тренду за 2010—2015 роки).
Головні міста держави: Хошимін — 7,298 млн осіб, Ханой (столиця) — 3,629 млн осіб, Кантхо — 1,175 млн осіб, Хайфон — 1,075 млн осіб, Дананг — 952,0 тис. осіб, Б'єнхо — 834,0 тис. осіб (дані за 2015 рік).

### Міграції
Річний рівень еміграції 2015 року становив 0,3 ‰ (127-ме місце у світі). Цей показник не враховує різниці між законними і незаконними мігрантами, між біженцями, трудовими мігрантами та іншими.

#### Біженці й вимушені переселенці
У країні мешкає 11,0 тис. осіб без громадянства, переважно камбоджійських біженців під час полпотівського терору червоних кхмерів у 1970-х роках, а також розлучені в'єтнамські жінки, що втратили громадянство під час шлюбу з іноземцями.
В'єтнам є членом Міжнародної організації з міграції (IOM).

## Расово-етнічний склад
| Етнічний склад (2009 рік) | Етнічний склад (2009 рік) | Етнічний склад (2009 рік) | Етнічний склад (2009 рік) | Етнічний склад (2009 рік) |
| ------------------------- | ------------------------- | ------------------------- | ------------------------- | ------------------------- |
| Етнос:                    |                           |                           | Відсоток:                 |                           |
| в'єти                     | в'єти                     |                           | 85.7%                     | 85.7%                     |
| таї                       | таї                       |                           | 1.9%                      | 1.9%                      |
| тайці                     | тайці                     |                           | 1.8%                      | 1.8%                      |
| мионг                     | мионг                     |                           | 1.5%                      | 1.5%                      |
| кхмери                    | кхмери                    |                           | 1.5%                      | 1.5%                      |
| монг                      | монг                      |                           | 1.2%                      | 1.2%                      |
| нанг                      | нанг                      |                           | 1.1%                      | 1.1%                      |
| хоа                       | хоа                       |                           | 1%                        | 1%                        |
| інші                      | інші                      |                           | 4.3%                      | 4.3%                      |

Головні етноси країни: в'єти — 85,7 %, таї — 1,9 %, тайці — 1,8 %, мионг — 1,5 %, кхмери — 1,5 %, монг — 1,2 %, нанг — 1,1 %, хоа — 1 %, інші — 4,3 % населення (оціночні дані за 2009 рік).

## Мови
| Мови В'єтнаму (2015 рік) | Мови В'єтнаму (2015 рік) | Мови В'єтнаму (2015 рік) | Мови В'єтнаму (2015 рік) | Мови В'єтнаму (2015 рік) |
| ------------------------ | ------------------------ | ------------------------ | ------------------------ | ------------------------ |
| Мова:                    |                          |                          | Відсоток:                |                          |
| в'єтнамська              | в'єтнамська              |                          | %                        | %                        |
| англійська               | англійська               |                          | %                        | %                        |
| французька               | французька               |                          | %                        | %                        |
| китайська                | китайська                |                          | %                        | %                        |
| кхмерська                | кхмерська                |                          | %                        | %                        |
| інші                     | інші                     |                          | %                        | %                        |

Офіційна мова: в'єтнамська. Інші поширені мови: англійська (дуже поширена друга мова), французька, китайська, кхмерська, гірські племена розмовляють численними мовами мон-кхмерської і малайсько-полінезійської мовних родин.

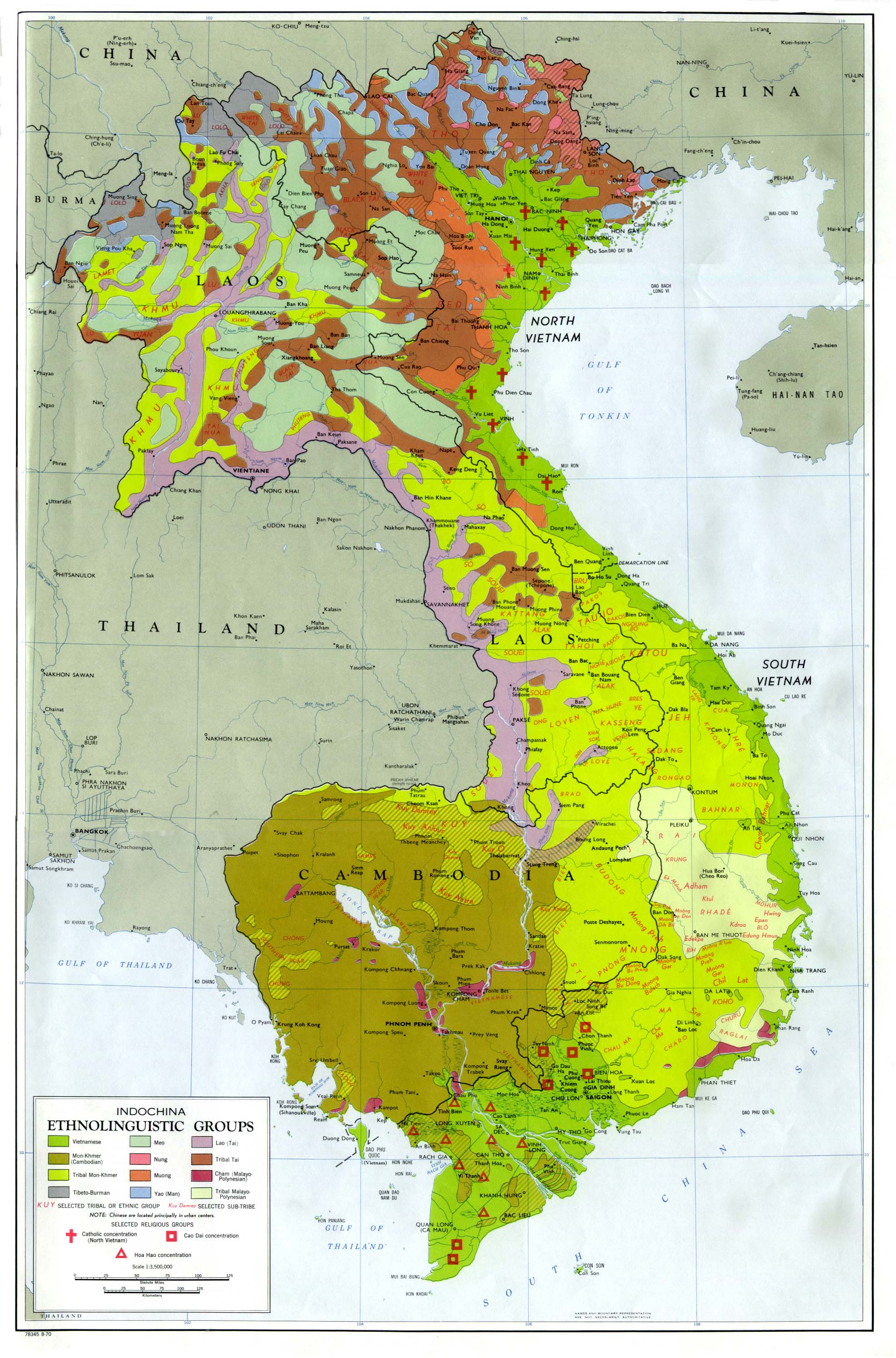
Етнолінгвістична мапа Індокитаю, 1970 рік (англ.)

## Релігії
| Релігії у В'єтнамі (2009 рік) | Релігії у В'єтнамі (2009 рік) | Релігії у В'єтнамі (2009 рік) | Релігії у В'єтнамі (2009 рік) | Релігії у В'єтнамі (2009 рік) |
| ----------------------------- | ----------------------------- | ----------------------------- | ----------------------------- | ----------------------------- |
| Віросповідання:               |                               |                               | Відсоток:                     |                               |
| буддисти                      | буддисти                      |                               | 7.9%                          | 7.9%                          |
| католики                      | католики                      |                               | 6.6%                          | 6.6%                          |
| хоахао                        | хоахао                        |                               | 1.7%                          | 1.7%                          |
| каодай                        | каодай                        |                               | 0.9%                          | 0.9%                          |
| протестанти                   | протестанти                   |                               | 0.9%                          | 0.9%                          |
| мусульмани                    | мусульмани                    |                               | 0.1%                          | 0.1%                          |
| атеїсти                       | атеїсти                       |                               | 81.8%                         | 81.8%                         |

Головні релігії й вірування, які сповідує, і конфесії та церковні організації, до яких відносить себе населення країни: буддизм — 7,9 %, католицтво — 6,6 %, хоахао — 1,7 %, каодай — 0,9 %, протестантизм — 0,9 %, іслам — 0,1 %, не сповідують жодної — 81,8 % (станом на 2009 рік).

## Освіта
Рівень письменності 2015 року становив 94,5 % дорослого населення (віком від 15 років): 96,3 % — серед чоловіків, 92,8 % — серед жінок.
Державні витрати на освіту становлять 6,3 % ВВП країни, станом на 2012 рік (33-тє місце у світі).

## Охорона здоров'я
Забезпеченість лікарями в країні на рівні 1,19 лікаря на 1000 мешканців (станом на 2013 рік). Забезпеченість лікарняними ліжками в стаціонарах — 2 ліжка на 1000 мешканців (станом на 2010 рік). Загальні витрати на охорону здоров'я 2014 року становили 7,1 % ВВП країни (92-ге місце у світі).
Смертність немовлят до 1 року, станом на 2015 рік, становила 18,39 ‰ (96-те місце у світі); хлопчиків — 18,75 ‰, дівчаток — 17,99 ‰. Рівень материнської смертності 2015 року становив 54 випадків на 100 тис. народжень (101-ше місце у світі).
В'єтнам входить до складу ряду міжнародних організацій: Міжнародного руху (ICRM) і Міжнародної федерації товариств Червоного Хреста і Червоного Півмісяця (IFRCS), Дитячого фонду ООН (UNISEF), Всесвітньої організації охорони здоров'я (WHO).

### Захворювання
Потенційний рівень зараження інфекційними хворобами в країні дуже високий. Найпоширеніші інфекційні захворювання: діарея, гепатит А, черевний тиф, гарячка денге, малярія, японський енцефаліт (станом на 2016 рік).
2014 року було зареєстровано 250,2 тис. хворих на СНІД (22-ге місце в світі), це 0,47 % населення в репродуктивному віці 15-49 років (70-те місце у світі). Смертність 2014 року від цієї хвороби становила 10,6 тис. осіб (22-ге місце у світі).
Частка дорослого населення з високим індексом маси тіла 2014 року становила 3,5 % (186-те місце у світі); частка дітей віком до 5 років зі зниженою масою тіла становила 12,1 % (оцінка на 2013 рік). Ця статистика показує як власне стан харчування, так і наявну/гіпотетичну поширеність різних захворювань.

### Санітарія
Доступ до облаштованих джерел питної води 2015 року мало 99,1 % населення в містах і 96,9 % в сільській місцевості; загалом 97,6 % населення країни. Відсоток забезпеченості населення доступом до облаштованого водовідведення (каналізація, септик): в містах — 94,4 %, в сільській місцевості — 69,7 %, загалом по країні — 78 % (станом на 2015 рік). Споживання прісної води, станом на 2005 рік, дорівнює 82,03 км³ на рік, або 965 тонни на одного мешканця на рік: з яких 1 % припадає на побутові, 4 % — на промислові, 95 % — на сільськогосподарські потреби.

## Соціально-економічне становище
Співвідношення осіб, що в економічному плані залежать від інших, до осіб працездатного віку (15—64 роки) загалом становить 42,5 % (станом на 2015 рік): частка дітей — 32,9 %; частка осіб похилого віку — 9,6 %, або 10,4 потенційно працездатного на 1 пенсіонера. Загалом дані показники характеризують рівень затребуваності державної допомоги в секторах освіти, охорони здоров'я і пенсійного забезпечення, відповідно. За межею бідності 2012 року перебувало 11,3 % населення країни. Розподіл доходів домогосподарств у країні виглядає таким чином: нижній дециль — 3,2 %, верхній дециль — 30,2 % (станом на 2008 рік).
Станом на 2013 рік, в країні 2,6 млн осіб не має доступу до електромереж; 99 % населення має доступ, в містах цей показник дорівнює 100 %, у сільській місцевості — 98 %. Рівень проникнення інтернет-технологій високий. Станом на липень 2015 року в країні налічувалось 49,741 млн унікальних інтернет-користувачів (16-те місце у світі), що становило 52,7 % загальної кількості населення країни.

### Трудові ресурси
Загальні трудові ресурси 2015 року становили 54,93 млн осіб (12-те місце у світі). Зайнятість економічно активного населення у господарстві країни розподіляється таким чином: аграрне, лісове і рибне господарства — 48 %; промисловість і будівництво — 21 %; сфера послуг — 31 % (2012). 2,55 млн дітей у віці від 5 до 14 років (16 % загальної кількості) 2006 року були залучені до дитячої праці. Безробіття 2015 року дорівнювало 3 % працездатного населення, 2014 року — 3,4 % (23-тє місце у світі); серед молоді у віці 15-24 років ця частка становила 6 %, серед юнаків — 5,3 %, серед дівчат — 6,8 % (124-те місце у світі).

## Кримінал

#### Наркотики

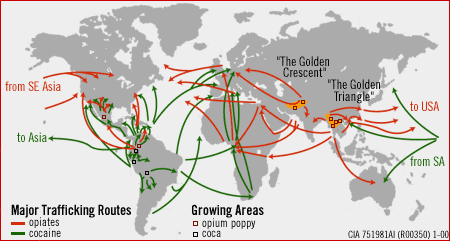
Світові маршрути наркотрафіку

Незначне виробництво опійного маку; незначна транзитна країна для наркотрафіку південно-східноазійського героїну. Незважаючи на багаторічну боротьбу, запровадження страти за незаконний обіг наркотиків, уряд продовжує стикатися з внутрішньою проблемою наркоманії.

### Торгівля людьми
Згідно зі щорічною доповіддю про торгівлю людьми (англ. Trafficking in Persons Report) Управління з моніторингу та боротьби з торгівлею людьми Державного департаменту США, уряд В'єтнаму докладає значних зусиль в боротьбі з явищем примусової праці, сексуальної експлуатації, незаконною торгівлею внутрішніми органами, але законодавство відповідає мінімальним вимогам американського закону 2000 року щодо захисту жертв (англ. Trafficking Victims Protection Act’s) не в повній мірі, країна знаходиться у списку другого рівня.

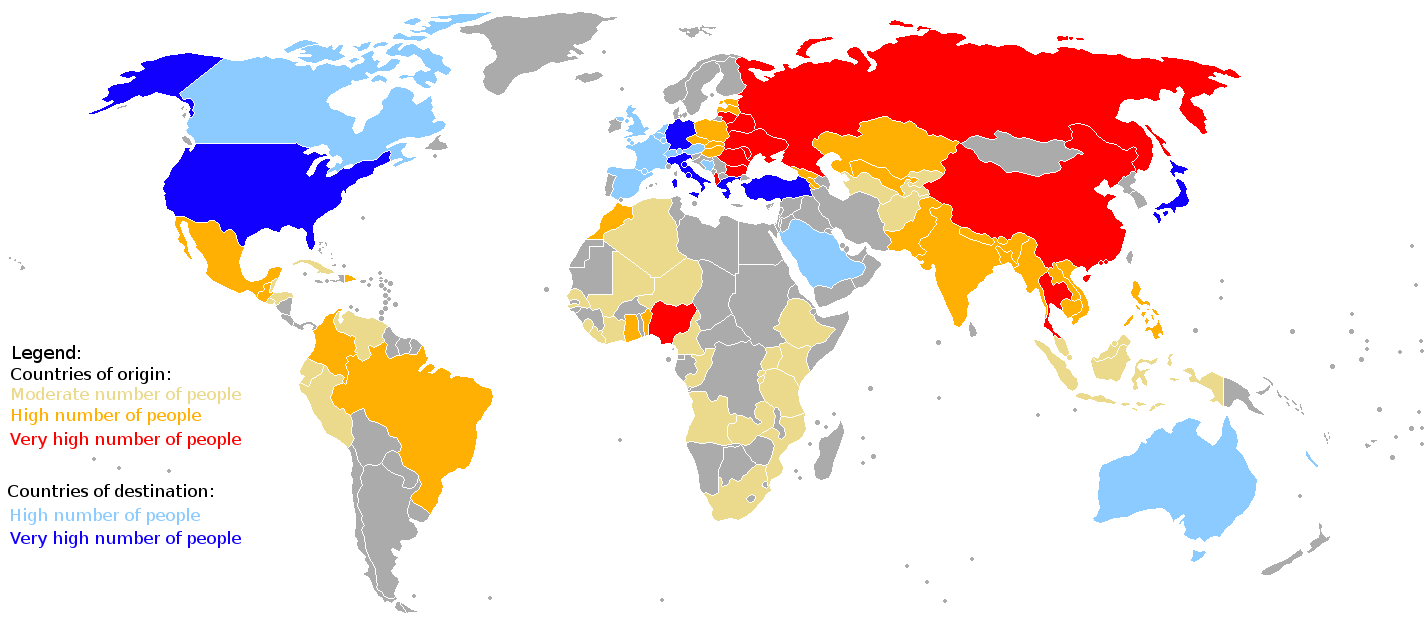
Країни-донори (червоний) і країни-реципієнти кримінальних потоків  (англ.)
Глобальна боротьба з торгівлею людьми (англ.)

## Гендерний стан
Статеве співвідношення (оцінка 2015 року):
- при народженні — 1,11 особи чоловічої статі на 1 особу жіночої;
- у віці до 14 років — 1,11 особи чоловічої статі на 1 особу жіночої;
- у віці 15-24 років — 1,07 особи чоловічої статі на 1 особу жіночої;
- у віці 25-54 років — 1,01 особи чоловічої статі на 1 особу жіночої;
- у віці 55-64 років — 0,85 особи чоловічої статі на 1 особу жіночої;
- у віці старше за 64 роки — 0,63 особи чоловічої статі на 1 особу жіночої;
- загалом — 1 особи чоловічої статі на 1 особу жіночої[1].

## Демографічні дослідження
Демографічні дослідження в країні ведуться рядом державних і наукових установ:

### Українською
- Атлас. 10-11 клас. Економічна і соціальна географія світу / упорядники :  О. Я. Скуратович, Н. І. Чанцева. — К. : ДНВП «Картографія», 2010. — ISBN 978-966-475-639-3.
- Атлас світу / голов. ред. І. С. Руденко ; зав. ред. В. В. Радченко ; відп. ред. О. В. Вакуленко. — К. : ДНВП «Картографія», 2005. — 336 с. — ISBN 9666315467.
- Безуглий В. В. Економічна і соціальна географія зарубіжних країн : Навчальний посібник. — К. : ВЦ «Академія», 2007. — 704 с. — ISBN 978-966-580-239-6.
- Безуглий В. В., Козинець С. В. Регіональна економічна і соціальна географія світу : Навчальний посібник. — видання 2-ге, доп., перероб. — К. : ВЦ «Академія», 2007. — 688 с. — ISBN 966-580-144-9.
- Головченко В. І., Кравчук О. Країнознавство: Азія, Африка, Латинська Америка, Австралія і Океанія. — К., 2006. — 335 с. — ISBN 966-8939-04-2.
- Гудзеляк І. І. Географія населення: Навчальний посібник / І. Гудзеляк. — Л. : Видавничий центр ЛНУ імені Івана Франка, 2008. — 232 с. — ISBN 978-966-613-599-8.
- Дахно І. І. Країни світу: Енциклопедичний довідник / І. І. Дахно, С. М. Тимофієв. — К. : Мапа, 2011. — 606 с. — (Бібліотека нового українця) — ISBN 978-966-8804-23-6.
- Дахно І. І. Економічна географія зарубіжних країн : навчальний посібник. — К. : Центр учбової літератури, 2014. — 319 с. — ISBN 978-611-01-0682-5.
- Джаман В. О. Регіональні системи розселення: демографічні аспекти. — Чернівці : Рута, 2003. — 392 с. — ISBN 9665685988.
- Дорошенко Л. С. Демографія: Навчальний посібник. — К. : МАУП, 2005. — 112 с. — ISBN 966-608-442-2.
- Дубович І. А. Країнознавчий словник-довідник. — 5-те вид., перероб. і доп. — К. : Знання, 2008. — 839 с. — ISBN 978-966-346-330-8.
- Економічна і соціальна географія країн світу. Навчальний посібник / За ред. Кузика С. П. — Л. : Світ, 2002. — 672 с. — ISBN 966-603-178-7.
- Загальна медична географія світу / В. О. Шевченко [та ін.] — К. : [б.в.], 1998. — 178 с.
- Ігнатьєв П. М. Країнознавство: Країни Азії. — Ч. : Книги-XXI, 2004. — 383 с. — ISBN 966-8029-53-4.
- Книш М. М., Мамчур О. І. Регіональна економічна і соціальна географія світу (Латинська Америка та Карибські країни, Африка, Азія, Океанія) : навч. посіб. — Л. : ЛНУ ім. Івана Франка, 2013. — 368 с. — ISBN 978-617-10-0007-0.
- Крисаченко В. С. Динаміка населення: Популяційні, етнічні та глобальні виміри. — К. : Видавництво Національного інституту стратегічних досліджень, 2005. — 368 с. — ISBN 966-554-083-1.
- Любіцева О. О., Мезенцев К. В., Павлов С. В. Географія релігій. — К. : АртЕК, 1999. — 504 с. — ISBN 966-505-006-0.
- Масляк П. О. Країнознавство. — К. : Знання, 2007. — 292 с. — (Вища освіта XXI століття)
- Масляк П. О., Дахно І. І. Економічна і соціальна географія світу / П. О. Масляк, І. І. Дахно ; за ред. П. О. Масляка. — К. : Вежа, 2003. — 280 с. — ISBN 966-7091-53-8.

### Російською
- (рос.) Вьетнам // Демографический энциклопедический словарь / главн. ред. Валентей Д. И. — М. : Советская энциклопедия, 1985. — 608 с.
- (рос.) Вьетнам // Страны и народы. Зарубежная Азия. Юго-Восточная Азия / Редкол. : П. И. Пучков (отв. ред.) и др. — М. : «Мысль», 1979. — 303 с. — (Страны и народы) — 180 тис. прим.
- (рос.) Атлас народов мира / Отв. ред. С. И. Брук и В. С. Апенченко. — М. : ГУГК ГГК СССР и Институт этнографии им. Н. Н. Миклухо-Маклая АН СССР, 1964. — 185 с. — 20 тис. прим.
- (рос.) Численность и расселение народов мира. Этнографические очерки / под ред. С. И. Брука. — М. : Издательство АН СССР, 1962. — 487 с.
- (рос.) Лаппо Г. М. География городов: Учебное пособие для географических факультетов вузов. — М. : Туманит, изд. центр ВЛАДОС, 1997. — 476 с. — ISBN 5-691-00047-0.
- (рос.) Ягельский А. География населения. — М. : Прогресс, 1980. — 383 с.